# Санфуэнтес, Хуан Луис
Хуан Луис Санфуэнтес Андонаэги (исп. Juan Luis Sanfuentes Andonaegui; 27 декабря 1858, Сантьяго, Чили — 16 июля 1930, там же) — чилийский политический деятель. Президент Чили (1915−1920).
Родился 27 декабря 1858 года в столице Чили Сантьяго. Семнадцатый президент Чили с 23 декабря 1915 года по 23 декабря 1920. Сын известного чилийского писателя Сальвадора Санфуэнтеса и свёкор Алисии Каньяс Саньярту.